# 柳原由香
柳原 由香（やなぎはら ゆか）は、日本のソプラノ歌手。

## 概説
岡山県井原市出身。沖縄県立芸術大学音楽学科声楽専攻卒。
沖縄のシュガーホール国際新人音楽コンクールでグランプリを受賞。日本クラシック音楽コンクールで審査員特別賞を受賞。大学では、4年の時に、モーツァルトのオペラ「魔笛」で、パミーナ（夜の女王の娘）を演じた。
ドイツのミュンヘン音楽大学に留学。
ベルリンのハンス・アイスラー音楽大学で学ぶとともに、オペラやオラトリオ、ドイツリートなどを中心に、ベルリンを拠点に、主にヨーロッパ方面で、プロの声楽家としての活動を開始する。
現地では「詩的ソプラノ」として、その評価が高まっており、劇場の音楽監督としても活躍しているドイツ人ピアニスト、ヤン・チャイコフスキーや、大学時代から親交の深いバリトン歌手、ソルビョルン・ビョルンソンらと共に、出身地である井原市でコンサートを行う等の凱旋音楽活動も行っている。